# Circuito Cultura Santiago Poniente

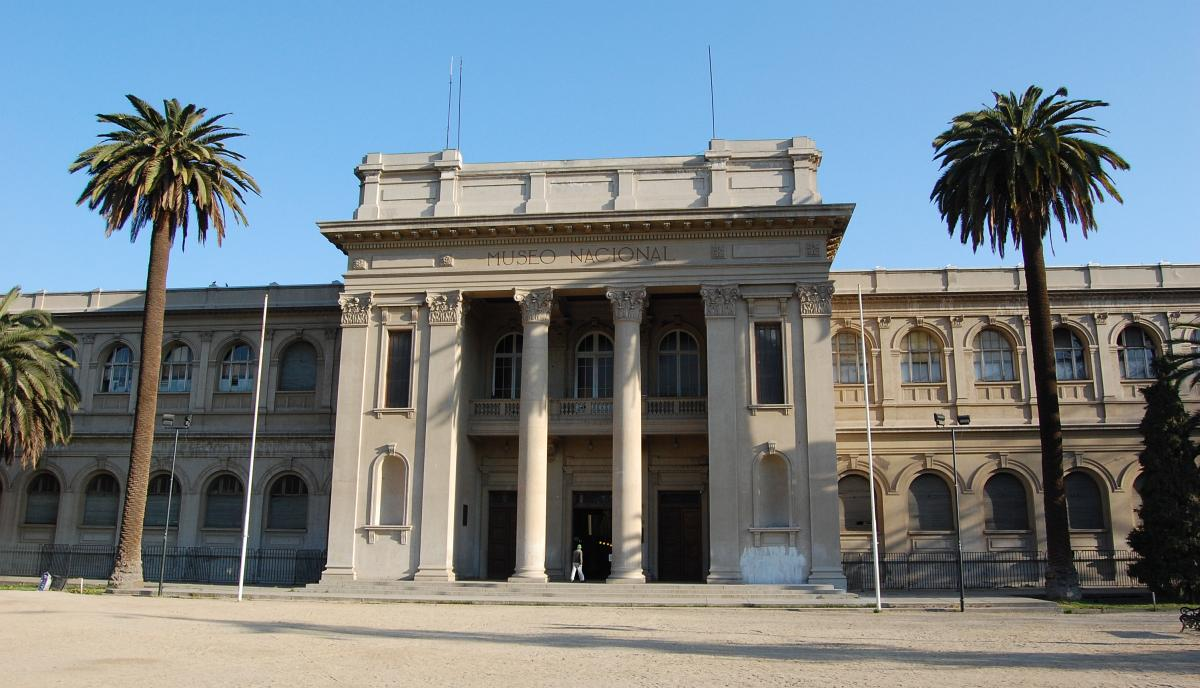
Museo Nacional de Historia Natural.

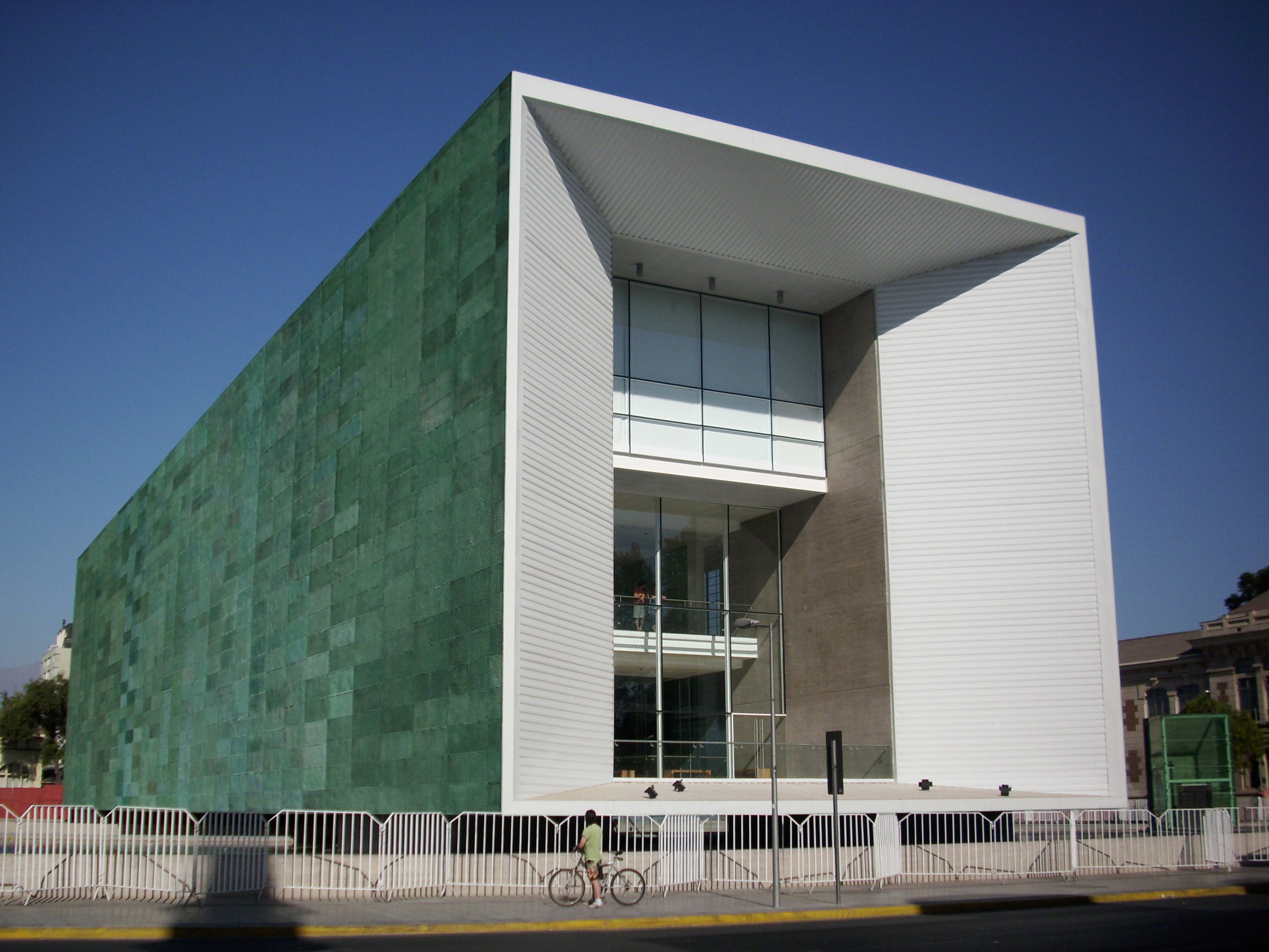
Museo de la Memoria y los Derechos Humanos.

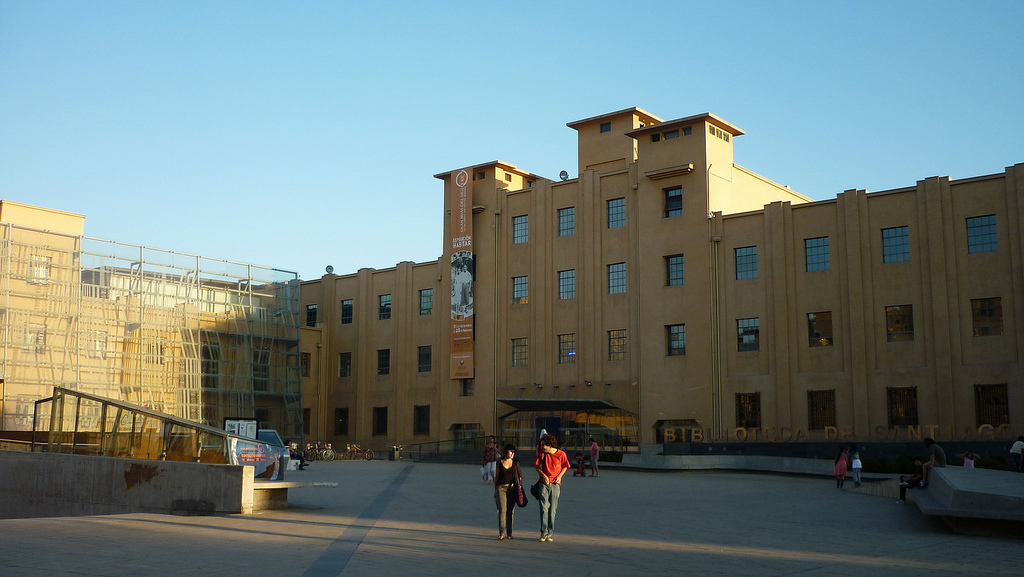
Biblioteca de Santiago.

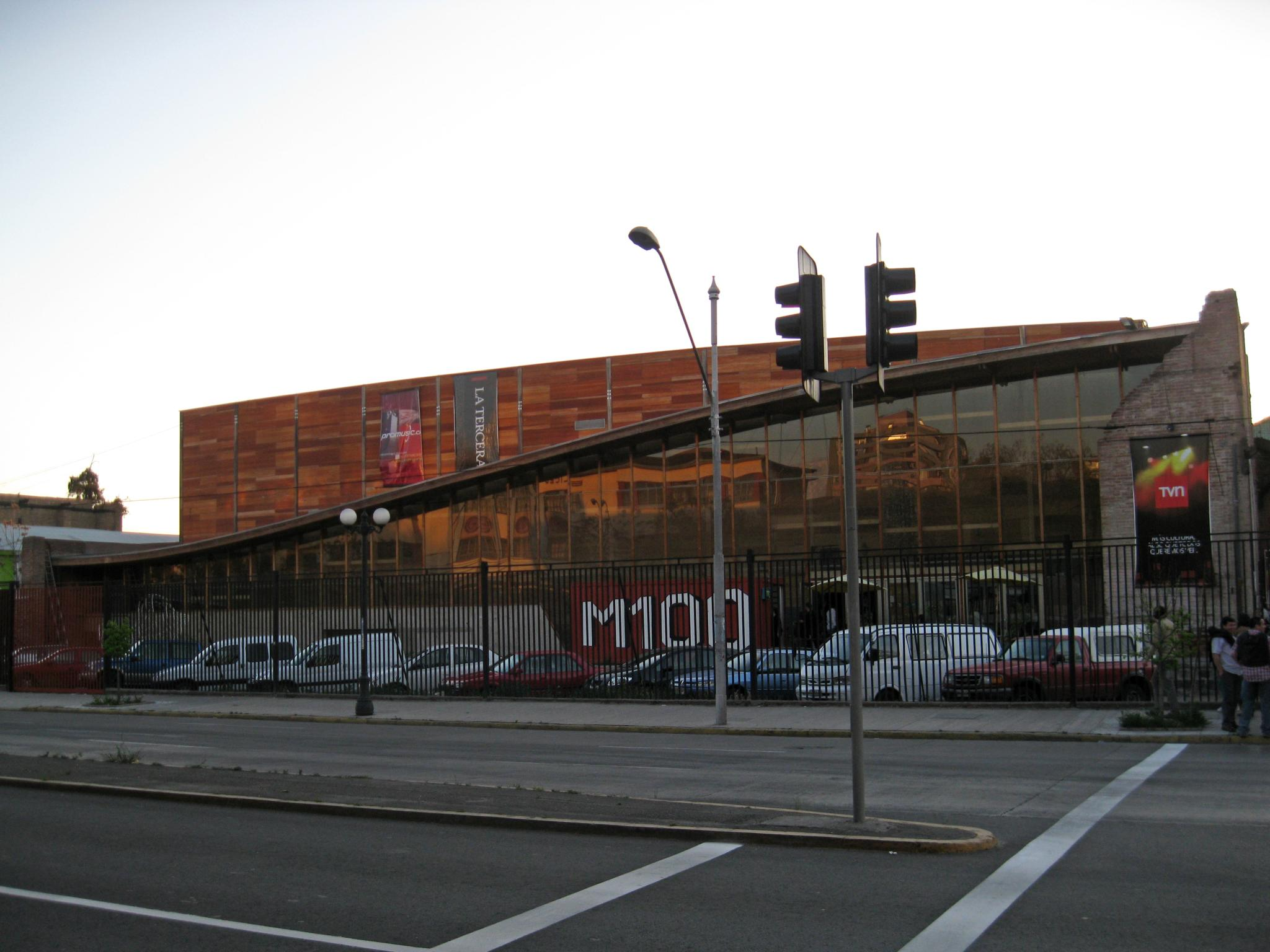
Centro Cultural Matucana 100.

El Circuito Cultura Santiago Poniente (CCSP) está ubicado en torno al sector sur de la Avenida Matucana en la ciudad de Santiago, Chile. Surgió en 2008 y es uno de los principales en dicha ciudad. Está en la unión de las comunas de Estación Central, Quinta Normal y Santiago.
Luego de un período de inactividad, el Circuito Cultural Santiago Poniente fue reactivado, redifiniédose su radio de acción, así como las instituciones integrantes. Se rebautizó y en marzo de 2017, fue relanzado con una actividad gratuita en la Biblioteca de Santiago. 

## Instituciones
Instituciones que oficialmente integran el circuito a junio del año 2025:
- Universidad de Santiago de Chile
- Planetario Usach
- Centro Cultural Matucana 100
- Museo Artequin
- Corporación Cultural Balmaceda Arte Joven
- Museo de Arte Contemporáneo - Sede Quinta Normal
- Museo Nacional de Historia Natural
- Metro Estación Quinta Normal (Corporación Cultural MetroArte)
- Bibliometro
- Biblioteca de Santiago
- Museo de la Educación Gabriela Mistral
- Museo de la Memoria y los Derechos Humanos
- Museo de Ciencia y Tecnología
- Museo Ferroviario de Santiago
- Museo Taller
- Museo del Sonido

## Historia
Este proyecto de asociatividad fue creado en 2008, impulsado por la Fundación Planetario de la Universidad de Santiago de Chile y financiado por el Fondo Nacional de Desarrollo Cultural y las Artes, para promover el sector como un polo cultural activo dentro de la ciudad, que desarrolla y potencia la creación de las artes, la ciencia, la memoria y la tecnología.
En marzo de 2017 se relanza el circuito luego de un período de inactividad, por iniciativa propia de las instituciones integrantes, sin financiamiento externo.

## Actividades ofrecidas
En su primera etapa el Circuito ofreció una serie de actividades públicas:

### Mini circuitos
Son recorridos guiados por algunas instituciones del CCSP, donde grupos de unas 40 personas acceden a tres o cuatro entidades asociadas por temática o público objetivo, para conocer un poco más de su aporte patrimonial y oferta diaria.

### Puertas Abiertas
Era el evento central del CCSP, donde un domingo al año las instituciones participantes del proyecto abren sus puertas para recibir de manera gratuita a la comunidad. Durante la jornada está a disposición la cartelera propia de cada institución más actividades desarrolladas en torno a un tema central, especialmente diseñadas para ese día.

### Calles Abiertas
Es un evento programado para un día sábado del segundo semestre de cada año y en jornada vespetina. El objetivo es que cada institución del CCSP salga a la calle para exhibir y realizar en las aceras de Avenida Matucana muestras, actividades y talleres propios que permitan difundir su propio quehacer.